# Fenerbahçe SK (piłka nożna)
Fenerbahçe Spor Kulübü – turecki klub sportowy z siedzibą w Stambule, założony w 1907 roku.
Fenerbahçe dziewiętnaście razy zdobyło tytuł mistrza Turcji w piłce nożnej. Ponadto sześciokrotnie klub zwyciężał w rozgrywkach Pucharu Turcji oraz ośmiokrotnie w rozgrywkach superpucharu Turcji. Oprócz sekcji piłki nożnej posiada wiele innych, m.in. koszykówki oraz siatkówki.

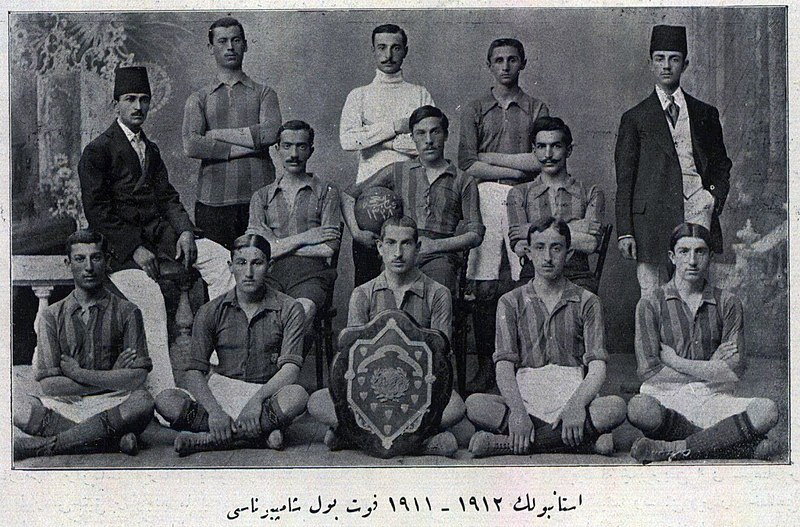
Piłkarze Fenerbahce z Pucharem Stambułu 1912.

## Historia
Klub został założony w 1907 roku.

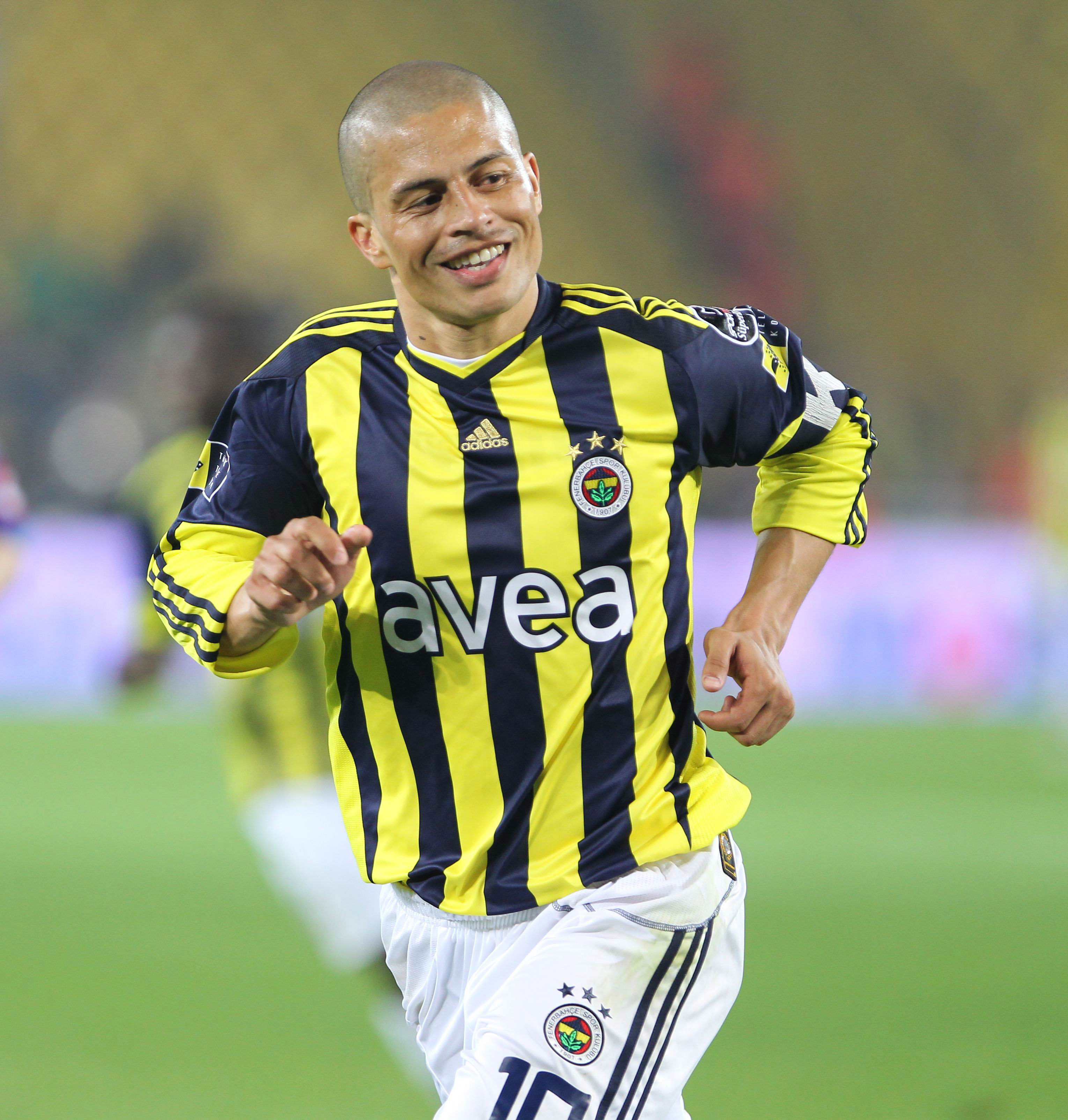
Brazylijska legenda klubu - Alex de Souza.

Ziya Songülen, Bey Ayetullah i Necip Okaner założyli Fenerbahçe Spor Külübü w Stambule. Był to drugi turecki zespół piłkarski, po Galatasaray SK, który został założony w 1905 roku. Songülen został wybrany na pierwszego prezydenta klubu, Ayetullah Bey stał się pierwszym sekretarzem generalnym, a Necip Okaner pierwszym kapitanem drużyny.
Latarnia morska, umieszczona na przylądku Fenerbahçe, miała duży wpływ na projekt pierwszego emblematu klubu, gdyż wokół latarni rosły żółte i białe żonkile – takie właśnie barwy przyjął klub. Herb i barwy klubu zostały zmienione w 1910 roku kiedy Topuz Hikmet zmienił je na żółte i ciemnoniebieskie, które obowiązują do dziś.
Fenerbahçe dołączył do Istanbul ligi w 1909 roku, kończąc rozgrywki na piątym miejscu w swoim pierwszym sezonie. Pierwszy skład w historii klubu Fenerbahce to – Ziya Songülen,Bey Ayetullah, Okaner Necip, Galip Kulaksizoglu, Hassan Sami Kocamemi, Asaf Bespinar, Enver Yetiker, Sevkati Hulusi Bey, Fuat Hüsnü Kayacan, Hamit Hüsnü Kayacan i Nasuhi Baydar. Klub nie osiągał jakiegoś wielkiego sukcesu do sezonu 1912 – 13, kiedy wtedy to wygrał ligę bez żadnej porażki.
W lipcu 1998 zespół prowadził Joachim Löw, który z powodu słabych wyników został zwolniony rok później.
4 lipca 2006 roku trenerem zespołu została legenda brazylijskiej piłki Zico, który zastąpił na stanowisku szkoleniowca tureckiej drużyny Christopha Dauma. W jego pierwszym sezonie ściągnął do klubu dwóch utalentowanych obrońców: Diego Lugano oraz Edu Dracene. Pod jego wodzą Fenerbaçe zdobyło mistrzostwo Turcji. W kolejnym sezonie do klubu przybył Roberto Carlos. Zespół z Brazylijczykiem dokonał historycznego osiągnięcia, ponieważ dotarł on do ćwierćfinałów Ligi Mistrzów.
11 stycznia 2007 roku klub ze stolicy Turcji został oficjalnie zaproszony do G-14 – organizacji zrzeszające najbogatsze europejskie kluby piłkarskie, w celu reprezentowania ich interesów w negocjacjach z UEFA oraz FIFA. Fenerbahçe dostąpiło tego zaszczytu jako jedyny turecki klub. W marcu 2008 roku Komisja Rekordów Guinnessa zaakceptowała aplikację klubu i w ten sposób klub ten stał się rekordzistą, jeżeli chodzi o liczbę medali i trofeów (zdobyte przez wszystkie 9 sekcji) – dokładniej 1134. W 2008 roku nowym trenerem klubu został znany z sukcesów Hiszpan Luis Aragonés. W letnim okienku transferowym sprowadził on swojego rodaka Daniela Güize. Pod wodzą Aragonésa zespół jednak nic nie osiągnął i trener ten szybko rozstał się z tureckim klubem. Na stanowisko trenera powrócił Christoph Daum, ale i jemu nie udało się poprowadzić drużyny do żadnego tytułu.
W miejsce Dauma zatrudniono jego asystenta Aykuta Kocamana. W swoim pierwszym sezonie zdobył on mistrzostwo Turcji. W letnim okienku transferowym poprzedzającym sezon 2011/2012 do klubu zostali sprowadzeni Moussa Sow oraz Emmanuel Emenike, który zaledwie niecały miesiąc później został sprzedany do Spartaku Moskwa. Powodem takiej decyzji było oskarżenie go o próby ustawiania meczów. Emenike przeszedł do historii jako pierwszy człowiek, który został sprzedany do innego klubu bez żadnego rozegranego meczu w barwach Fenerbahçe SK. Oprócz Nigeryjczyka z zespołem rozstali się Daniel Güiza, André Santos oraz Diego Lugano. Pod wodzą Kocamana zespół wywalczył Puchar Turcji oraz dotarł do ćwierćfinału Ligi Europejskiej. W sezonie 2012/13 zespół dokonał wielu ciekawych transferów. Do klubu przybyli: Pierre Webó, Emre Belözoğlu, Reto Ziegler, Raul Meireles, Dirk Kuijt, Mehmet Topal, Joseph Yobo oraz Miloš Krasić. Natomiast klub opuściła legenda drużyny Alex. Tak wzmocniony zespół wywalczył wicemistrzostwo Turcji, Puchar Turcji oraz dotarł do półfinału Ligi Europejskiej, gdzie uległ 2:3 Benfice Lizbona.
29 maja 2013 roku Aykut Kocaman zrezygnował z funkcji menadżera tureckiego klubu. Jak sam twierdził powodem jego odejścia było wyczerpanie. Tak więc sezon 2013/14 Fenerbahçe rozpoczęło z nowym szkoleniowcem - Ersunem Yanalem. Do klubu zostali sprowadzeni Bruno Alves, Samuel Holmén, Alper Potuk, Michal Kadlec oraz Emmanuel Emenike. Występy w Lidze Mistrzów drużyna zakończyła na rundzie play-off, ulegając 0:5 Arsenalowi. 25 czerwca 2013 roku Komitet dyscyplinarny Europejskiej Unii Piłkarskiej (UEFA) na dwa lata odsunął od wszystkich rozgrywek międzynarodowych turecki klub. Powodem podjęcia tak drastycznych decyzji był udowodniony udział klubu w ustawianiu wyników meczów Süper Lig w sezonie 2011. 16 maja 2014 roku klub wywalczył dziewiętnaste w historii mistrzostwo Turcji. Z powodu zakazu nie mógł wystąpić w rozgrywkach Champions League.
Latem 2014 roku klub dokonał jednego wzmocnienia. Do drużyny dołączył pozyskany już w czerwcu brazylijski pomocnik Diego, który przeniósł się nad Bosfor na zasadzie wolnego transferu. 25 sierpnia 2014 roku zespół ze Stambułu pokonał lokalnego rywala Galatasaray SK 3:2 w serii rzutów karnych, gdyż po dziewięćdziesięciu minutach utrzymywał się bezbramkowy remis. Tym samym klub zdobył dziewiąty w historii Superpuchar Turcji.
11 czerwca 2015 roku zarząd postanowił zatrudnić tym razem szkoleniowca spoza Turcji. Nowym trenerem „Kanarków” został Portugalczyk Vítor Pereira, a do klubu przyszli między innymi Simon Kjær, Robin van Persie czy Nani.

## Sukcesy

### Krajowe
| \| \| Zdobyte trofea w rozgrywkach Turcji (stan na: 18-05-2025) \| |                                                           |      | |
| Rozgrywki                                                          | Osiągnięcie                                               | Razy | Sezon(y) |
| · Mistrzostwo                                                      | I miejsce                                                 | 19   | 1959, 1960/61, 1963/64, 1964/65, 1967/68, 1969/70, 1973/74, 1974/75, 1977/78, 1982/83, 1984/85, 1988/89, 1995/96, 2000/01, 2003/04, 2004/05, 2006/07, 2010/11, 2013/14                                                                            |
| · Mistrzostwo                                                      | II miejsce                                                | 27   | 1959/60, 1961/62, 1966/67, 1970/71, 1972/73, 1975/76, 1976/77, 1979/80, 1983/84, 1989/90, 1991/92, 1993/94, 1997/98, 2001/02, 2005/06, 2007/08, 2009/10, 2010/11, 2011/12, 2012/13, 2014/15, 2015/16, 2017/18, 2021/22, 2022/23, 2023/24, 2024/25 |
| · Mistrzostwo                                                      | III miejsce                                               | 2    | 2016/17, 2020/21 |
| Puchar                                                             | zdobywca                                                  | 6    | 1967/68, 1973/74, 1978/79, 1982/83, 2011/12, 2012/13 |
| Puchar                                                             | finalista                                                 | 9    | 1962/63, 1964/65, 1988/89, 1995/96, 2000/01, 2004/05, 2005/06, 2008/09, 2009/10 |
| Superpuchar                                                        | zdobywca                                                  | 9    | 1968, 1973, 1975, 1984, 1985, 1990, 2007, 2009, 2014 |
| Superpuchar                                                        | finalista                                                 | 10   | 1970, 1974, 1978, 1979, 1983, 1989, 1996, 2012, 2013, 2023 |
| Puchar Ligi                                                        | zdobywca                                                  | 1    | 1967 |
| Puchar Ligi                                                        | finalista                                                 |      | |
| Turcja                                                             | Zdobyte trofea w rozgrywkach Turcji (stan na: 18-05-2025) |      | |

### Inne trofea
- Puchar Kanclerza:
  - zwycięzca (8): 1945, 1946, 1950, 1973, 1980, 1989, 1993, 1998
- Puchar TSYD:
  - zwycięzca (12): 1969, 1973, 1975, 1976, 1978, 1979, 1980, 1982, 1985, 1986, 1994, 1995
- Puchar Bałkanów:
  - zwycięzca (1): 1966/67
- Puchar Spor-Toto:
  - zwycięzca (1): 1967
- Liga Stambułu:
  - mistrzostwo (15): 1911/12, 1913/14, 1920/21, 1922/23, 1929/30, 1932/33, 1934/35, 1935/36, 1936/37, 1943/44, 1946/47, 1947/48, 1952/53, 1956/57, 1958/59
- Tarcza Stambułu:
  - zwycięzca (4): 1930, 1934, 1938, 1939
- Puchar Stambułu:
  - zwycięzca (1): 1945

## Zawodnicy

### Obecny skład
Stan na 25 lipca 2023
| Nr | Poz. | Piłkarz              |
| -- | ---- | -------------------- |
| 1  | BR   | Altay Bayındır       |
| 2  | OB   | Gustavo Henrique     |
| 3  | OB   | Samet Akaydin        |
| 4  | OB   | Serdar Aziz          |
| 5  | PO   | Willian Arão         |
| 6  | PO   | Alexander Djiku      |
| 7  | OB   | Ferdi Kadıoğlu       |
| 8  | PO   | Mert Hakan Yandaş    |
| 9  | NA   | Edin Džeko (Kapitan) |
| 10 | NA   | Dušan Tadić          |
| 11 | NA   | Ryan Kent            |
| 14 | OB   | Luan Peres           |
| 15 | NA   | Joshua King          |
| 16 | PO   | Diego Rossi          |
| 17 | PO   | İrfan Can Kahveci    |
| 18 | PO   | Lincoln              |
| 19 | NA   | Serdar Dursun        |

| Nr | Poz. | Piłkarz             |
| -- | ---- | ------------------- |
| 20 | NA   | João Pedro          |
| 21 | PO   | Bright Osayi-Samuel |
| 22 | NA   | Umut Nayir          |
| 23 | NA   | Michy Batshuayi     |
| 24 | OB   | Jayden Oosterwolde  |
| 25 | PO   | Emre Demir          |
| 27 | PO   | Miguel Crespo       |
| 28 | PO   | Bartuğ Elmaz        |
| 30 | OB   | Nazım Sangaré       |
| 50 | OB   | Rodrigo Becão       |
| 53 | PO   | Sebastian Szymański |
| 65 | OB   | Emir Ortakaya       |
| 70 | BR   | İrfan Can Eğribayat |
| 77 | NA   | Burak Kapacak       |
| 88 | PO   | İsmail Yüksek       |
| 99 | NA   | Emre Mor            |

### Zastrzeżone numery
12 –  Kibice

## Sztab szkoleniowy
| Position         | Name                   |
| ---------------- | ---------------------- |
| Trener           | Emre Belözoğlu         |
| Asystent         | Zeki Murat Göle        |
| Asystent         | Volkan Demirel         |
| Asystent         | Mehmet Aurélio         |
| Asystent         | Mehmet Yozgatlı        |
| Analityk         | Mehmet Turan Demir     |
| Analityk         | Beri Pardo             |
| Analityk         | İbrahim Kemal Menderes |
| Analityk         | Melikşah Sezgin        |
| Trener bramkarzy | Michael Kraft          |
| Doctor           | Burak Kunduracıoğlu    |
| Dyrektor spotowy | Emre Belözoğlu         |

## Herb i barwy
Od czasu założenia stowarzyszenia, klub używa tego samego herbu, poddanego jedynie kosmetycznym zmianom. Oryginalny znak został zaprojektowany przez Hikmeta Topuzera (pseudonim Topuz Hikmet), który jako zawodnik grał dla Kanarków jako lewy skrzydłowy. W 1910 została stworzona odznaka przez Tevfika Haccara Taşçı (później znany jako Tevfik Haccar) w Londynie na podstawie projektu Topuzera. Herb składa się z pięciu kolorów. Biały symbolizuje czystość i serdeczną otwartość, czerwony miłość i przywiązanie do klubu i flagi Turcji, żółty podziw i zazdrość, niebieski szlachetność. Zielony liść klonowy na żółtym i granatowym tle pokazuje siłę i moc, jaką daje bycie kibicem tego klubu.

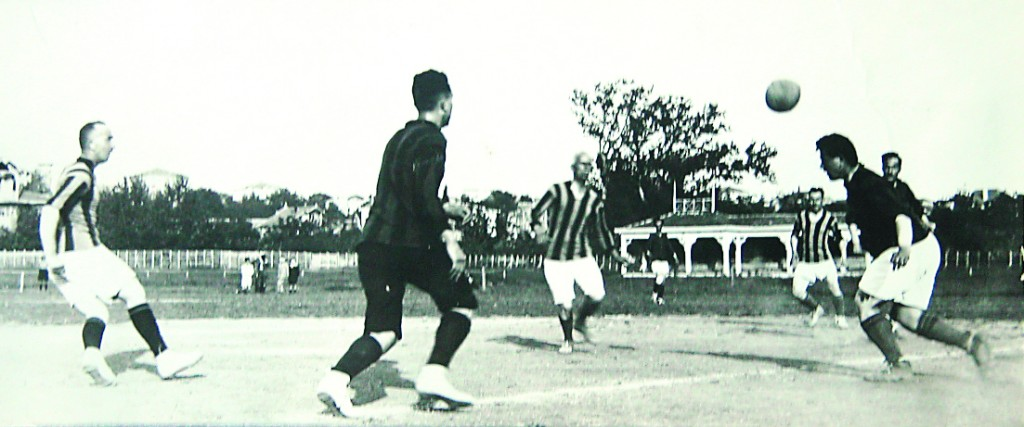
Pierwsze Kıtalar Arası Derbi, rozegrane 17 stycznia 1909 roku na Papazın Çayırı.

## Rywale
Rywalizacja trzech klubów ze Stambułu: Beşiktaşu JK, Fenerbahçe i Galatasaray SK sięga początków XX wieku i jest określana mianem Kıtalar Arası Derbi, czyli Derby Interkontynentalne (gdyż toczone są pomiędzy klubami z części europejskiej i azjatyckiej miasta). Pozostałe derbowe spotkania na najwyższym szczeblu rozgrywkowym, to te z İstanbul BB i Kasımpaşą SK.

## Kibice
Istnieje wiele gazet, blogów, stron internetowych, forów dedykowanych klubowi i jego fanom. Fani tego klubu są znani ze świetnego kibicowania, ale również agresywnych zachowań. Od czasu przebudowy Stadionu Şükrü Saracoğlu, frekwencja Fenerbahçe należy do najwyższych w Turcji.
Do najważniejszych fanklubów należą Genç Fenerbahçeliler (GFB), Kill For You (KFY), UniFeb (Studencka grupa fanów Fenerbahçe), Grup CK (Cefakâr Kanaryalar), Vamos Bien, Antu/Fenerlist, EuroFeb, Boğaz Hooligans (Bosphorus Hooligans), Anglofeb/FENatics, and SUADFEB. Mottem kibiców jest Hep Destek Tam Destek (Na zawsze z Wami), w skrócie HDTD.

### Przyśpiewki
Oprócz tradycyjnych tureckich przyśpiewek kibicowskich, fani klubu najczęściej śpiewają oficjalny hymn klubu, śpiewany do melodii Eviva España.

### Relacje z kibicami innych klubów
W roku 2011 Genç Fenerbahçeliler (kibicowska grupa Fenerbahçe) zawiązała pakt przyjaźni z Torcidą Sandžak, grupą kibiców serbskiego FK Noviego Pazara. Podczas meczu Süper Ligi rozgrywanego przeciwko İstanbulowi BB, grupy Genç Fenerbahçeliler i 1907 Gençlik rozmieściły wielki baner z napisem „Kalbimiz Seninle Novi Pazar” (Novi Pazar, Wasze Serce jest z Wami). 2 marca 2012 roku Genç Fenerbahçeliler i 1907 Gençlik zostali zaproszeni przez Torcida Sandžak (grupa kibicowska klubu FK Novi Pazar) na mecz Serbskiej SuperLigi. Tysiące kibiców przywitało siedemnastu gości z Turcji.

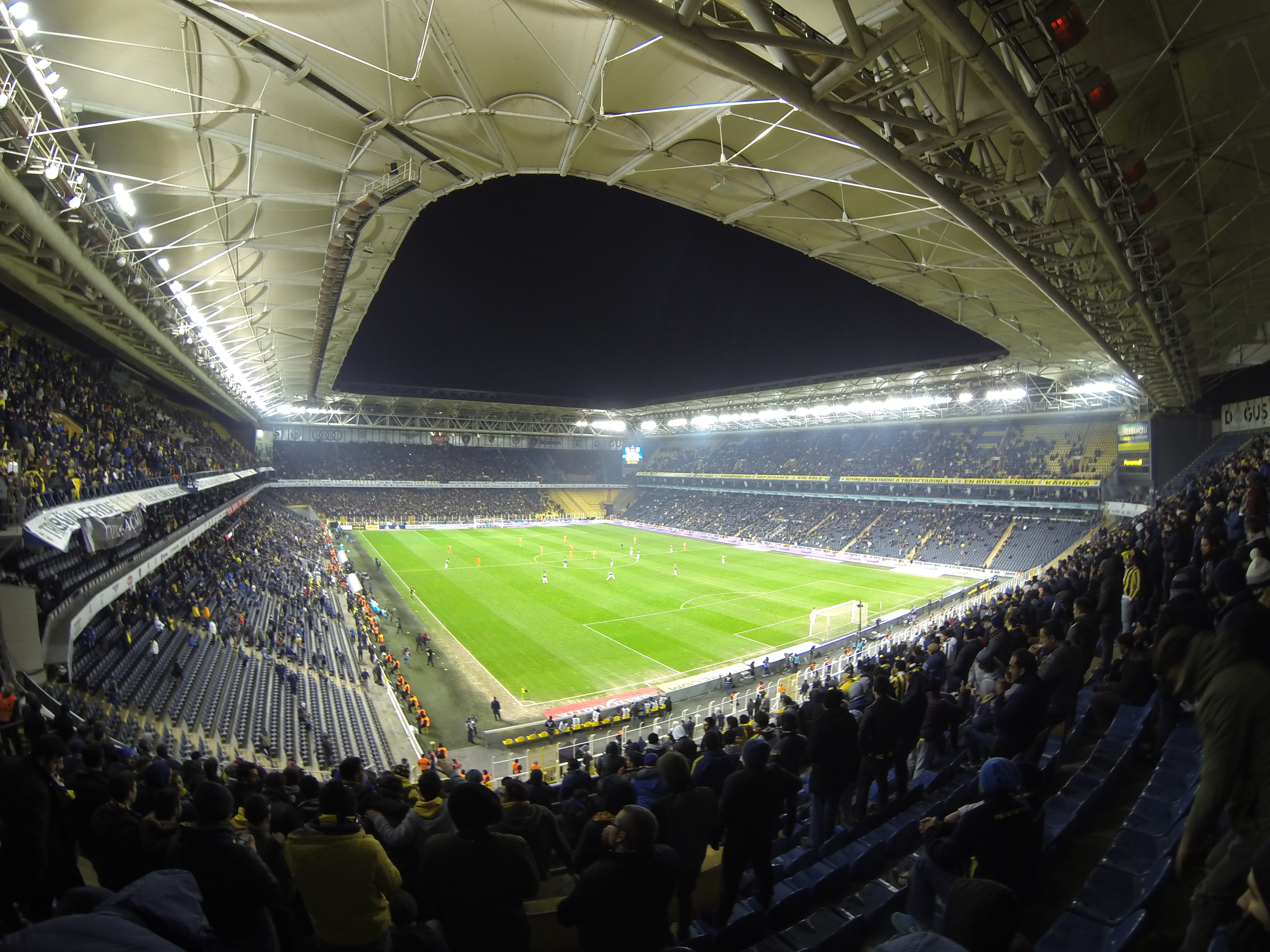
Stadion Şükrü Saracoğlu

## Stadion
Klub swoje mecze rozgrywa na stadionie  Şükrü Saracoğlu. Nazwa pochodzi od nazwiska tureckiego polityka Şükrü Saracoğlu i dzielnicy Stambułu, w której położony jest stadion. Może pomieścić 50 509 widzów.
20 maja 2009 roku został tu rozegrany finał ostatniej w historii edycji Pucharu UEFA. Szachtar Donieck wygrał 2:1 (po dogrywce) z Werderem Brema.